# 3-я Владимирская улица
Тре́тья Влади́мирская улица — улица, расположенная в Восточном административном округе города Москвы на территории района Перово.

## История
Первоначально улица располагалась на территории посёлка Нефтегаз и носила название Комсомольской. Нынешнее название получила 8 мая 1950 года по Владимирскому посёлку, который располагался на этом месте. Посёлок получил название по Владимирскому шоссе (ныне шоссе Энтузиастов).
До 1972—1974 годов 3-я Владимирская улица проходила от Шоссе Энтузиастов до Перовской улицы и переходила в Кусковскую улицу. В настоящее время сохранившийся участок и нынешнюю 3-ю Владимирскую улицу разделяют Новогиреевский сквер у станции метро «Перово» и территория детского сада № 527.

## Расположение
Третья Владимирская улица проходит от Шоссе Энтузиастов до перекрёстка с Зелёным проспектом.

Улица имеет перекрёстки с улицами Металлургов, а также с Федеративным и Зелёным проспектами.

## Здания и сооружения
Всего по Третьей Владимирской улице зарегистрировано 80 домов.
По нечётной стороне:
- Дом 1/76 — Здание в стиле позднего сталинского ампира. Сооружено в 1958 году.
- Дом 3а — Здание ОВД «Перово»
- Дом 5 — Московская международная школа (ГОУ «ММШ»)
- Дом 7 — Лицей при Московском педагогическом государственном университете (ранее — при присоединенном к нему МГГУ имени Шолохова)
- Дом 9а — ГУ ИС района Перова
- Дом 31/33 — Отделение связи № 111397. Здание 1968 года постройки.

По чётной стороне:
- Дом 2/74 — Жилое здание в стиле сталинского ампира. Сооружено в 1958 году.
- Дом 12а — ГБОУ Центр Образования № 1637.
- Дом 14 — Детский сад № 73.
- Дом 22/22 (на углу с ул. Металлургов) — пятиэтажный панельный жилой дом, в подъезде которого 5 марта 1993 года был убит создатель поп-группы «Комбинация» А. В. Шишинин.
- Дом 24 — Торговое двухэтажное здание. Ныне — продуктовые и хозяйственные магазины.
- Дом 26 — Школа № 1269 с углублённым изучением немецкого языка.
- Дом 30а — ГБОУ СОШ № 450.

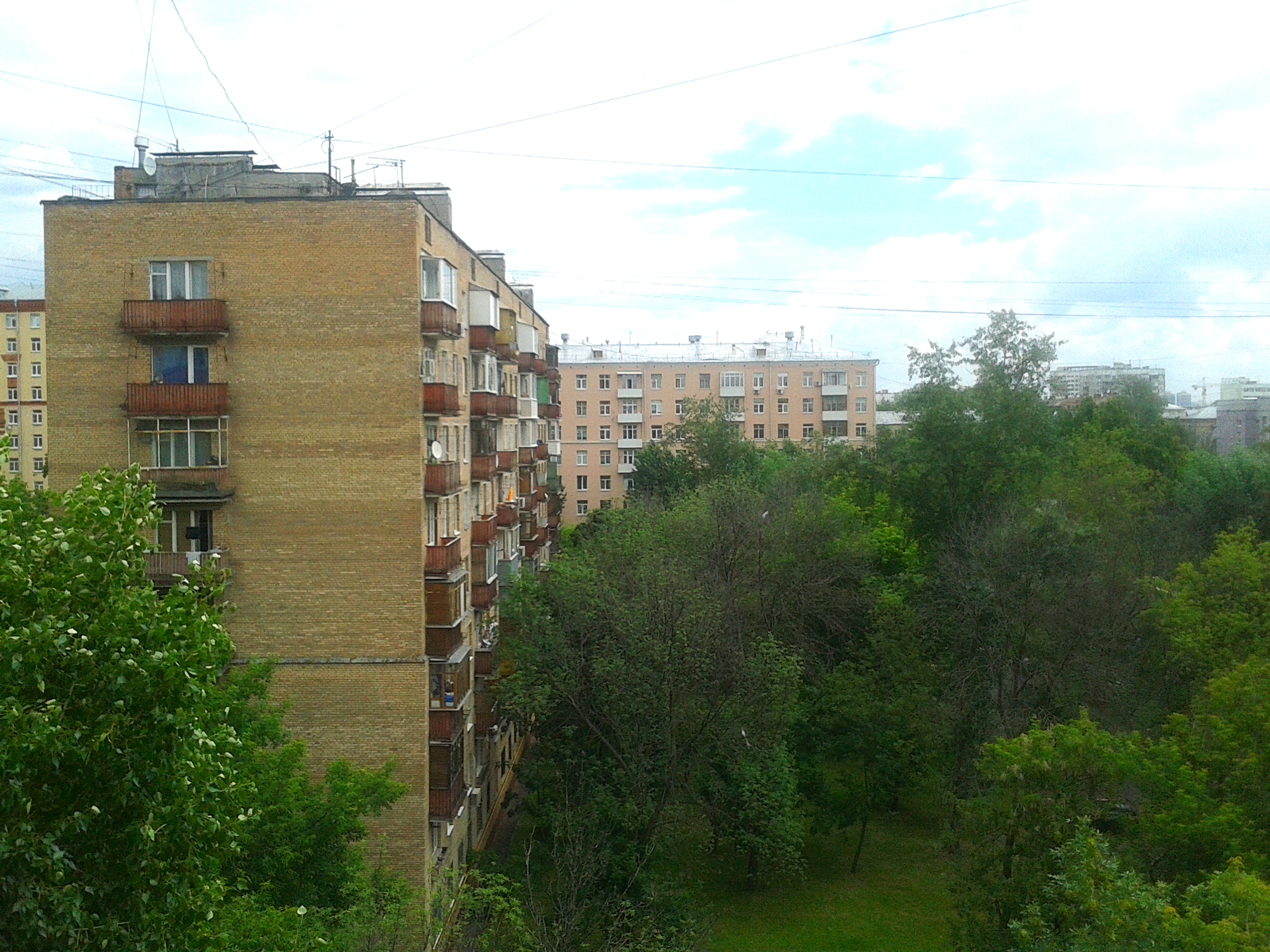
3-я Владимирская улица, дом 4
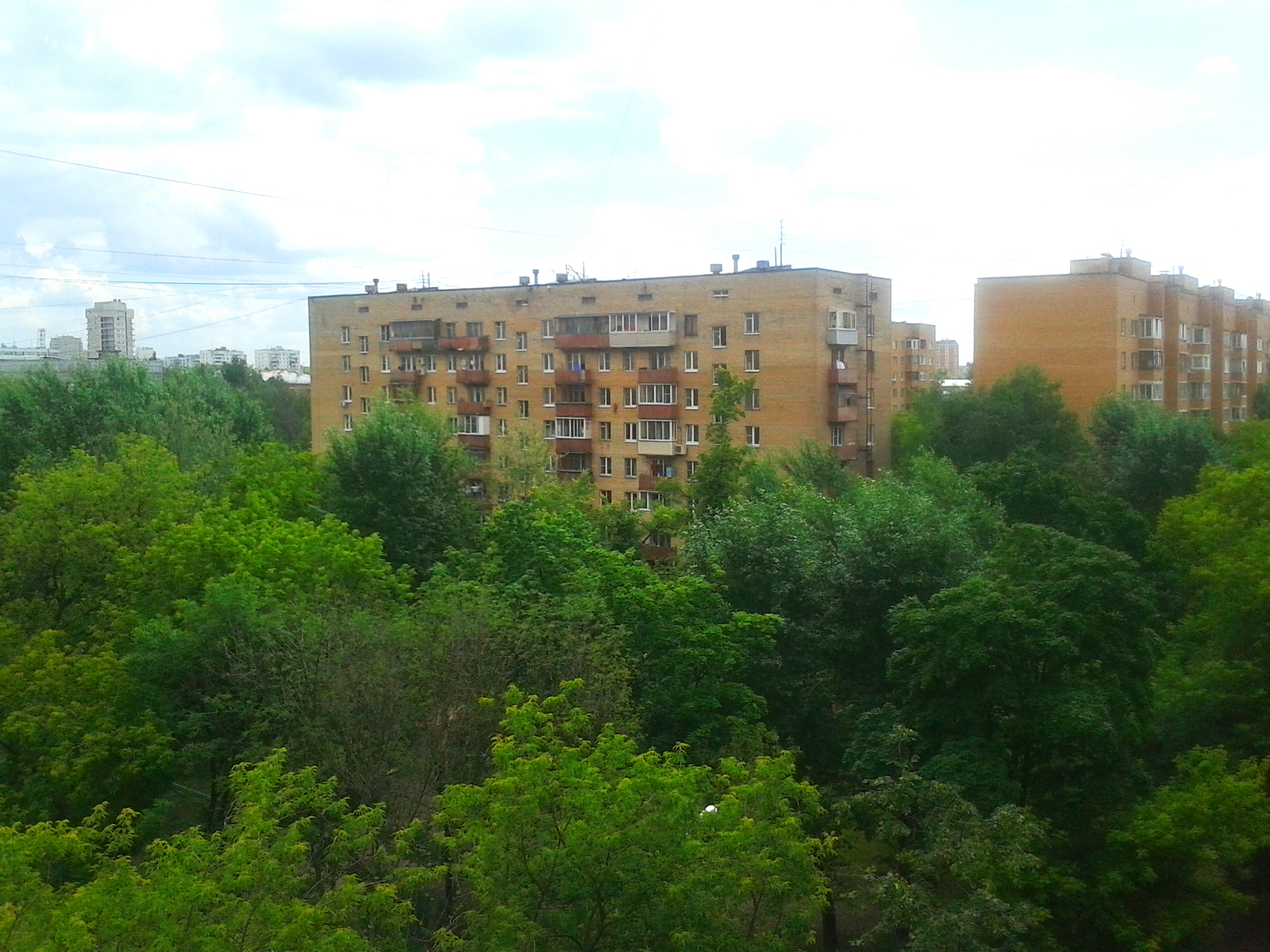
Двор жилых домов на 3-й Владимирской ул.
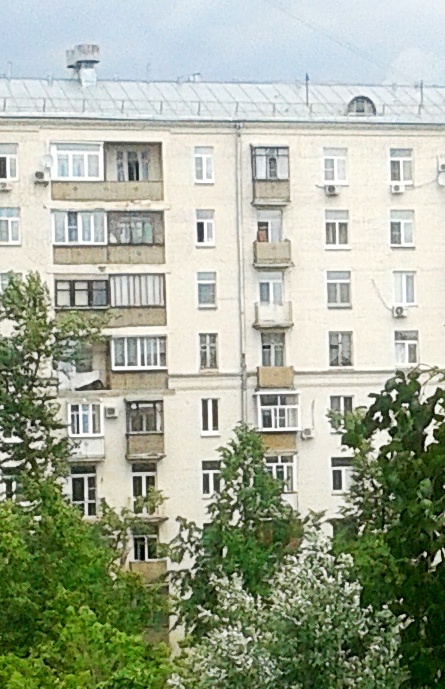
3-я Владимирская, дом 1

## Инфраструктура и предприятия
- Полицейский участок — ОВД «Перово»
- Магазины (продуктовые) в домах: 1; 4; 3, корпус 1; 20/21; 25, корпус 1; 27.
- Отделения банков: Сбербанк РФ (дом 31/33); Московский индустриальный банк (дом 8, корпус 1).
- Аптечные пункты в домах: 4; 24; 20/21 и 27.

## Транспорт

### Автобусное и трамвайное движение
На Третьей Владимирской улице расположено 5 остановок наземного транспорта:
(с севера на юг)
- «Шоссе Энтузиастов» (трам.)
- «Улица Металлургов» (трам.)
- «Федеративный проспект» (трам.)
- «Перово Поле» (бывш. «Центральный универсам») (трам.)

На остановках от «Шоссе Энтузиастов» до «Федеративный проспект» в обоих направлениях останавливаются трамваи № 36, 37.
На остановке «Перово поле» останавливаются трамваи № 36, 37 (в сторону Новогиреево).

### Метрополитен
- Станция метро «Перово» Калининской линии. Восточный вестибюль станции расположен западнее 3-й Владимирской улицы на 200 метров.